# 银河创世纪：木星事件
《银河创世纪：木星事件》（Nexus: The Jupiter Incident）是一款科幻题材的即时战术游戏，由匈牙利Mithis Entertainment开发。该游戏注重战术和太空船的管理，而非搜集资源和基地的建造。

## 游戏特色
游戏中的每个任务中，玩家被给予少量大型太空船（一般少于十个，有时仅仅是一两个），以及携带的战斗机、轰炸机。太空船十分庞大，舰队间的战斗旷日持久，使得游戏具有电影感。《银河创世纪》使用专门为该游戏定制的Blacksun引擎。它的视觉系统基于DX9，广泛使用了顶点和像素着色器、参数化粒子系统以及其他特效。